# کاروشی

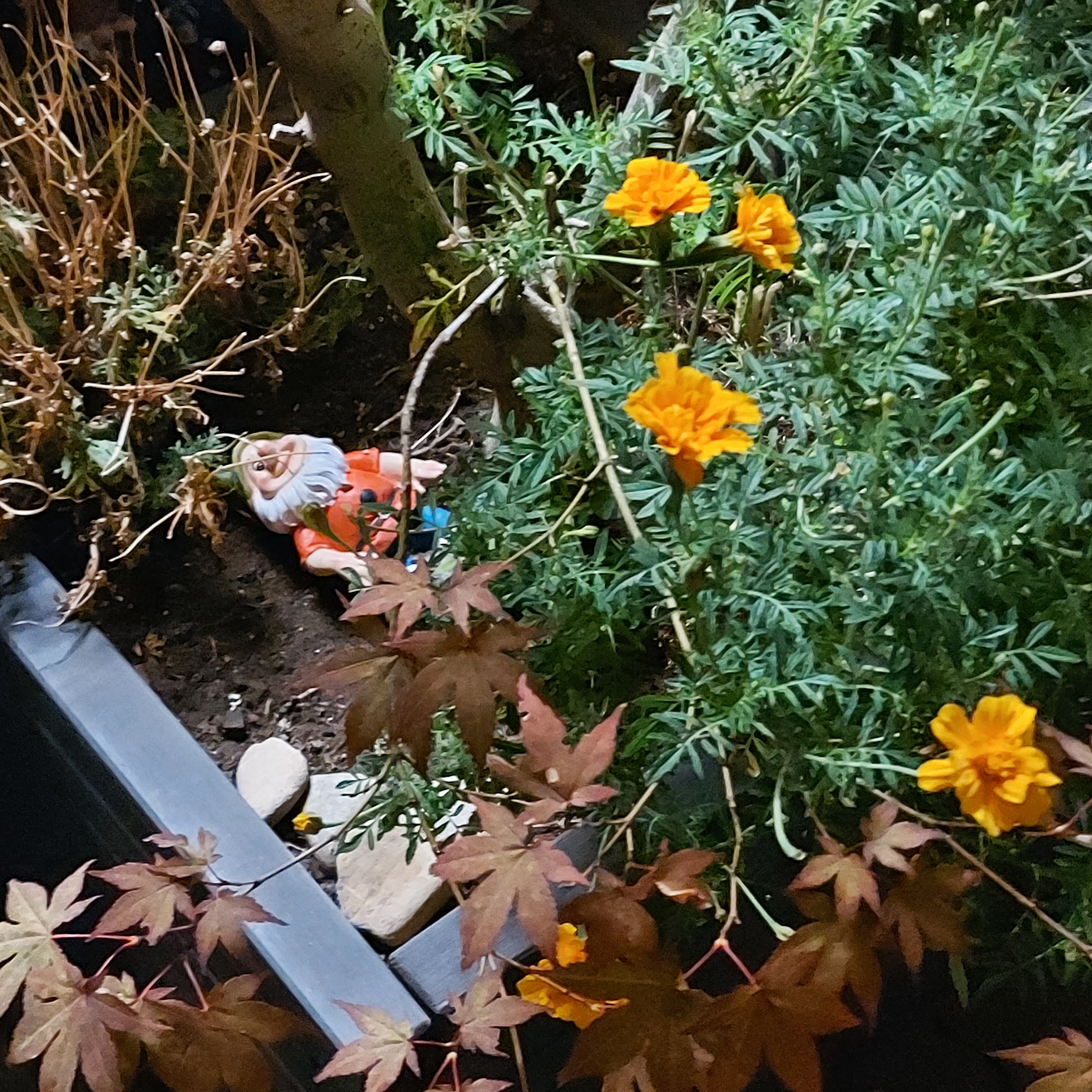
کاروشی

کاروشی (Karōshi (過労死)) در زبان ژاپنی به معنای مرگ ناشی از کار زیاد است، به مرگ ناگهانی ناشی از کار حرفه‌ای گفته می‌شود. دلیل پزشکی اصلی مرگ‌های کاروشی، عبارتند از سکته قلبی و سکته مغزی ناشی از فشار روانی و رژیم لاغری است. این پدیده، علاوه بر ژاپن، در کره جنوبی و چین نیز شایع است.